# Adam Franciszek Kisiel
Adam Franciszek Kisiel herbu Światołdycz (zm. w 1719 roku) – podkomorzy witebski, chorąży witebski w 1695 roku, pisarz ziemski witebski w 1674 roku, sędzia pograniczny dla województwa witebskiego w 1699 roku.

## Życiorys
Syn Mikołaja, podkomorzego dorpackiego, żonaty z Izabellą Bychowcówną.
Poseł na sejm koronacyjny 1676 roku z Witebska. Poseł sejmiku witebskiego na sejm zwyczajny 1688 roku, sejm nadzwyczajny 1688/1689 roku, sejm 1690 roku.
Podpisał elekcję Jana III Sobieskiego.